# Massive Terrestrial Strike
Massive Terrestrial Strike ist das zweite Album der norwegischen Band Urgehal.

## Titelliste
1. The Sodomizer – 4:45 (Text und Musik: Trondr)
2. The Saturnine Denomination – 4:59 (Text: Seculariser; Musik: Trondr)
3. Supreme Evil – 6:49 (Text: Chiron; Musik: Enzifer, Trondr)
4. Image of the Horned King – 5:40 (Text und Musik: Trondr)
5. Tellus Død/Armageddons Svøpe – 2:02 (Text: Aradia; Musik: Trondr)
6. Apocalyptic Destruction – 6:41 (Text und Musik: Enzifer)
7. Flames of Black Candles – 5:47

Die LP-Version enthält den Bonustitel Nyx (Text: Enzifer; Musik: Enzifer, T. Nefas).

## Musikstil und Texte
Der Klang orientiert sich an dem für norwegischen Black Metal typischen. Die Texte handeln von Sadismus und Analverkehr (The Sodomizer), dem Kampf gegen die Christen (The Saturnine Denomination, Supreme Evil, Flames of Black Candles), sexualisierter Gewalt gegen diese (Supreme Evil), Satan (Image of the Horned King), der Apokalypse (Tellus Død/Armageddons Svøpe) und einer hypothetischen Zerstörung der Erde durch ein Meteor (Apocalyptic Destruction).

## Kritiken
Martin Wickler schrieb in seiner Kritik im Metal Hammer, „Nachdem mir einige ältere Produkte aus dem Hause No Colours in puncto Sound in abschreckend guter Erinnerung waren, haben mich Urgehal recht positiv überrascht.“ Hier stünden „nicht schwarzmetallische Lärmkaskaden im Vordergrund“, stattdessen rocke das Album „ordentlich, zwar nicht mit der Wucht eines Asteroideneinschlags, aber doch in überzeugendem Maße“. Besonders Image of the Horned King habe es ihm angetan: auch die übrigen sechs Stücke „können sich ebenso hören lassen, der eine oder andere Ausrutscher wie das unschöne, abgewürgte Ende von ‚Saturnine‘ mal ausgenommen. Über den Daumen gespuckt überwiegen eindeutig die positiven Merkmale, insofern ein empfehlenswertes schwarzes Scheibchen mit dem gewissen Etwas, um aus der Veröffentlichungsflut herauszustechen.“ Die Seite Norsk Svart Metall bezeichnete das Album als Höhepunkt der Band, wobei Through Thick Fog Till Death einen ihm nahen, zweiten Platz belege.